# Nanshi (sockenhuvudort i Kina, Zhejiang Sheng, lat 29,15, long 120,23)
Nanshi (kinesiska: 南市, 南市街道) är en sockenhuvudort i Kina. Den ligger i provinsen Zhejiang, i den östra delen av landet, omkring 120 kilometer söder om provinshuvudstaden Hangzhou. Antalet invånare är 39 501. Befolkningen består av 19 282 kvinnor och 20 219 män. Barn under 15 år utgör 15,0 %, vuxna 15-64 år 71 %, och äldre över 65 år 189 %.
Runt Nanshi är det tätbefolkat, med 570 invånare per kvadratkilometer. Närmaste större samhälle är Dongyang, 13,2 km norr om Nanshi. I omgivningarna runt Nanshi växer i huvudsak blandskog.
Genomsnittlig årsnederbörd är 2 143 millimeter. Den regnigaste månaden är juni, med i genomsnitt 396 mm nederbörd, och den torraste är januari, med 70 mm nederbörd.